# Sharp Airlines
Sharp Airlines — регіональна авіакомпанія, штаб-квартира якої знаходиться в Гамільтоні (Австралія). Базовими аеропортами є аеропорт Портленда, аеропорт Аделаїди і аеропорт Лонсестон.
Авіакомпанія Sharp Airlines була заснована в 1990 році. Компанією-засновником є Sharp Aviation Pty. Ltd.

## Повітряний флот

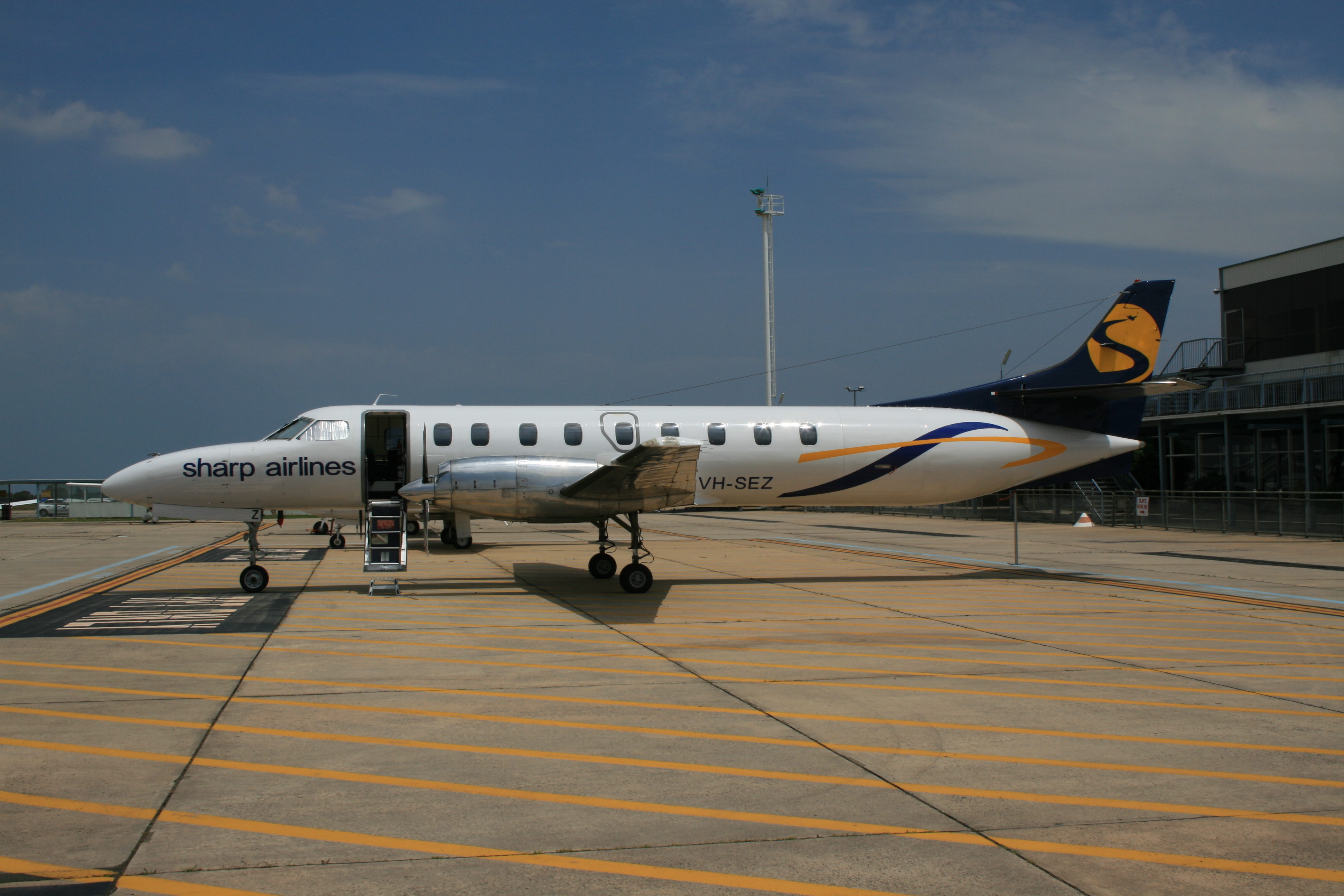
Літак Fairchild Metro III авіакомпанії Sharp Airlines в аеропорту Ессендон

Станом на вересень 2011 року повітряний флот авіакомпанії Sharp Airlines складали наступні літаки:

## Маршрутна мережа
У вересні 2011 року маршрутна мережа регулярних пасажирських перевезень авіакомпанії Sharp Airlines включала в себе наступні пункти призначення:
| Місто             | Країна    | ІАТА | ІКАО | Аеропорт                 |
| Аделаїда          | Австралія | ADL  | YPAD | Аеропорт Аделаїди        |
| Авалон            | Австралія | AVV  | YMAV | Аеропорт Авалон          |
| Гамільтон         | Австралія | HLT  | YHML | Аеропорт Гамільтона      |
| Лонсестон         | Австралія | LST  | YMLT | Аеропорт Лонсестона      |
| Мельбурн-Іссендон | Австралія | MEB  | YMEN | Аеропорт Іссендон        |
| Остров Фліндерс   | Австралія | FLS  | YFLI | Аеропорт Фліндерс-Айленд |
| Порт-Огаста       | Австралія | PUG  | YPAG | Аеропорт Порт-Огаста     |
| Портленд          | Австралія | PTJ  | YPOD | Аеропорт Портленда       |

З 28 квітня 2008 року Sharp Airlines здійснювала регулярні рейси в аеропорт Мілд'юри, але вони були припинені 28 квітня 2011 року.
З жовтня 2010 року Sharp Airlines обслуговує аеропорт острова Фліндерс, який до цього обслуговувався літаками авіакомпанії Airlines of Tasmania.